# Ectropis attributa
Ectropis attributa är en fjärilsart som beskrevs av Walker 1860. Ectropis attributa ingår i släktet Ectropis och familjen mätare. Inga underarter finns listade i Catalogue of Life.